# Дедшот
Дедшот (англ. Deadshot) — персонаж всесвіту DC Comics, ворог Бетмена. Вперше з'являється в Batman # 59 (червень / липень 1950) і був створений Бобом Кейном, Девідом Рідом-Верном і Лью Шварцом. 2010 року Дедшот посів 43 місце в списку 100 найбільших лиходіїв коміксів за версією IGN.

## Вигадана біографія
Дедшот — найманий вбивця, який регулярно хвалиться тим, що «ніколи не допустив жодного промаху». Використовує широкий спектр зброї, але найчастіше пістолети, закріплені на зап'ястях. Спочатку, він з'являється в Готемі як новий борець зі злочинністю, але стає ворогом Бетмена, коли спробував замінити Темного лицаря і пізніше вирушає до в'язниці, коли Бетмен і комісар Гордон публічно викривають його.
Після відбуття свого терміну, Дедшот починає працювати як найманий вбивця, а також змінює дизайн свого костюма: червоний комбінезон під коричневим плащем і металеві пластини на обличчі з орієнтаційним пристроєм на правому оці. У ранніх коміксах, де описується його минуле і характер, стає відомо, що його ім'я — Флойд Лоутон, він живе разом зі своєю матір'ю, братом і батьком, який погано поводиться з сім'єю. Одного разу його батько напав на брата Флойда, а також хотів побити всю сім'ю, і Флойд спробував застрелити його з власної ж гвинтівки. Однак, Лоутон не помітив, що його брат стоїть поруч і Лоутон випадково вбиває брата, якого він любив, і зберігши життя батька, якого він ненавидів.

### Загін самогубців
Дедшот був важливою фігурою в загоні смертників у двох останніх втіленнях, де його навички як стрільця і його зневага до людського життя, служили для просування цілей групи.
Ймовірно, його найбільш визначальною рисою є бажання померти якомога більш захоплююче, що також стало його основним мотивом для вступу в загін. Він відчуває, що не має жодних підстав, для продовження свого життя, але в цей же час не хоче здійснювати самогубство — його просто не хвилює, що він помре. Для цього були різні причини, але найбільш поширеною є ненависть батьків один до одного. У першій міні-серії Дедшота він пояснив, що Флойд обожнює свого брата, якого їхня мати переконує вбити свого батька. Його брат замкнув Флойда зовні, але Флойд, бажаючи врятувати свого брата від похмурого майбутнього, бере гвинтівку, щоб вистрілити самому. Він сидить на гілці дерева, коли вони з'являються, Флойд випадково стріляє братові в голову, зробивши тим самим ненавмисне вбивство.
Дедшот фактично молить про смерть, коли стоячи перед сенатором, погрожує почати вбивати членів Загону Самогубців одного за іншим. Отримавши наказ зупинити вбивство сенатора, його безпосередній начальник, Рик Прапор, сам вбиває його. Після цього, Дедшот був поранений біля меморіалу Лінкольну, однак після отриманих ран він виживає і продовжує роботу на Загін.
Під час своєї останньої поїздки на завдання, Граф Вертиго запитує Дедшота, чи зміг би він убити його, якщо він попросить. Дедшот йде в відокремлене місце для вирішення, а після Вертиго стає на коліна, вирішивши, Дедшот вбиває його без роздумів.
Під час «Потойбічного Викиду», Дедшот вирішує підірвати дитячий сад. Втілення Ліги Справедливості зупиняє його, проте, приблизно в цей же час, Дедшот вирушає за кордон, щоб убити Папу Римського. Чудо-Жінка зупиняє його в останню хвилину.

### Секретна шістка
Дедшот показаний в коміксі «Об'єднання Лиходіїв». Секретна Шестірка — об'єднання лиходіїв, під командуванням таємничого чоловіка на ім'я Пересмешник (яким насправді є Лекс Лютор), і який пропонує нагороди за вчинення завдань і суворе покарання за відмову від вступу в команду. Дедшоту пропонується нагорода, правління Північною Америкою, а його покаранням має бути знищення околиці, де живе його дочка і дружина. Наприкінці міні-серії, конфлікт заходить у глухий кут і статус Дедшота залишається незмінним до кінця свій другий міні-серії. Він залишається частиною Секретної Шістки і показано, як він неохоче досягає дружби з іншим членом команди, Кетменом. Його оплатою шістці була робота найманцем, першим завданням якого стали його дочка і дружина. Після того, як Шестірка була розпущена, Нокаут прокоментувала, що Дедшот повернувся в Загін Самогубців.

### Зворотний відлік
Дедшот і Загін Самогубців, з'явилися в Countdown. У випуску  Countdown To Final Crisis  # 24 Дедшот (порушивши наказ Аманди Уоллер та протоколу Загону Самогубців) атакував Пайпер і Трікстер в поїзді у Скелястих гір. Враховуючи, що суперзлодеі знають про Проєкт Порятунку, мабуть, Дедшот вбиває Трікстер, залишаючи щуролова самого по собі. У «Проєкті Порятунку № 2», Дедшота обдурили і відправили до в'язниці на іншу планету разом з останньою партією злочинців. Рик Прапор — молодший розповідає йому, як портал закривається, і що він ніколи не зможе знаходиться серед людей, як на Землі. Дедшот обіцяє, що якщо він коли-небудь повернеться на Землю, він помститься Прапору. Після надання допомоги в відображення вторгнення Пародемона, він тікає з уцілілими лиходіями в телепортаціонних машину. Після цього Дедшот повернувся в Секретну Шістку.

### Batman Cacophony
У першому випуску серії  Batman Cacophony , Дедшот йде до Джокеру в клітку, бо за контрактом повинен був убити його через його непрямої причетності до смерті школяра. Як тільки він збирається вбити Джокера, приїжджає Ономатопея і стріляє Дедшоту в голову. Пізніше з'ясувалося, що маска Дедшота створена з високотехнологічного металу, рятує його від пострілу. Також, між шарами маски був пакет з кров'ю, для того, щоб при пострілі здавалося, що він мертвий. Він пояснює Бетмену, що відбулося в психіатричній лікарні Arkham Asylum, перш, ніж той передав його поліції Готема. Пізніше, Бетмен використовує технологію маски Дедшота, щоб вижити, при зустрічі з Джокером і ономатопа.

### Секретна Шістка том 2
Дедшот, поряд з Скендал Сейвідж, Бейн, ганчіркові ляльки і Кетменом возз'єднуються в команду «Секретна Шістка», бувши найнятими, щоб отримати Тарантула з острова Алькатрас, і знайти карту, яку вона вкрала у Юніора — таємничого лиходія, який за чутками працює на всьому Західному узбережжі. Незабаром на Шістку напала невелика армія суперзлодіїв, яка бажає відновити карту і отримати винагороду в розмірі $ 20 млн за кожного з членів Шістки і, за наказом Прапора, який захоплює і катує Бейна, чиї сильні принципи і моральні переконання, в парі з його любов'ю до Скендал, утримують його від зради своєї нової команди. Пізніше це з'ясувалося, коли Прапор знаходить сестру ганчіркові ляльки і його першу дочку. У них жахливий зовнішній вигляд: розрізана шкіра і широко відкриті зшиті очі, щоб вона була схожа на клоуна.
Шістка бігла, і прямуючи в Готем, де Дедшот віддав їх, і залишив Тарантула. Шістці вдалося наздогнати Дедшота, тільки щоб не бути атакованим юніорами та суперзлодіями, і Божевільним Капелюшником, який мало не розповів, хто їх найняв, і просто напросто щоб вижити. Тарантул жертвує собою, потягнувши себе і Прапора перед спільною атакою суперзлодеев, і, здавалося б, знищує карту разом з ними. Однак, пізніше показано, що Скендал нині[коли?] знає про місцезнаходження карти.
Загін Самогубців знову увійшов у життя Дедшота, коли він повернувся в січні 2010 року, перед подіями Темні ночі.

## Поза коміксів

### Телебачення
- Дедшот також з'явився в мультсеріалі «Ліга Справедливості» і «Ліга Справедливості без кордонів» і був озвучений Майклом Розенбаумом.
- Дедшот з'явився в серіалі «Таємниці Смолвіля» у десятому і останньому сезоні і його роль виконав Бредлі Страйкер[2]. У другому епізоді його метою стає Кларк Кент, але він зазнає поразки і вирушає у в'язницю, хоча насправді його метою було поставити мітку на Кларке, що він і зробив. Пізніше він був звільнений Ріком Прапором і Пластикою. У цьому ж епізоді розкривається, що він був членом Загону Самогубців. У 12-му епізоді, «Запорука», він працює на Хлою Салліван, яка шантажує його та інших членів Загону Самогубців і закликаючи їх до роботи проти закону про реєстрацію супергероїв.
- Дедшот з'являвся в декількох епізодах телесеріалу «Стріла», зіграний актором Майклом Роу. Тут він спочатку мав обидва ока але в поєдинку зі Стрілою втратив праве око, після чого отримав як подарунок від тріади наглазний приціл в протез ока з тією ж функцією. Один з головних героїв, Джон Діггл, мав особисту вендету проти Флойда, тому він убив його брата Енді. Спочатку вважалося, що це був промах при націлювання в справжню жертву, але виявилося, що саме брат Діггл був метою. Пізніше, завдяки Стрілі і його команді, Дедшот потрапляє до в'язниці А. Р.Г. У.С.а, де стає членом Загону Самогубців (пізніше в нього входить і Діггл). З'ясовується, що у Флойда є донька Зої, і це, а також правда про смерть Енді, змінює ставлення Діггл до найманцеві, зробивши їх майже друзями.

### Фільми
- Дедшот з'явився у фільмі «Загін самогубців». Його роль зіграв Уїлл Смит[3]
- Дедшот з'явився в повнометражному мультфільмі «Супермен / Бетмен: Вороги Суспільство». Він був одним з суперзлодіїв, що полювали за головою Супермена.
- Дедшот головний антагоніст 6 глави в мультфільмі «Бетмен: Лицар Готема».
- Дедшот є одним з головних дійових осіб в мультфільмі «Бетмен: Напад на Аркхем», де він об'єднується з іншими лиходіями, щоб проникнути в Аркхем за завданням уряду США.

### Комп'ютерні ігри
- Дедшот з'явився як один з головних лиходіїв у грі «Batman» для NES, випущеної компанією Sunsoft.
- Дедшот є одним з ворогів Бетмена в грі Batman: Arkham City. Він вбиває політичних ув'язнених. Бетмен сканує залишені лиходієм докази і знаходить його, не давши йому завершити список жертв, до якого входив він і як Брюс Уейн і як Бетмен.
- Дедшот з'явився у грі Batman: Arkham Origins. Він є одним з убивць, що полюють за головою Бетмена.
- Є одним з другорядних лиходіїв і іграбельним персонажем в грі Lego Batman 3: Beyond Gotham.